# グルノーブル・フット38
グルノーブル・フット38（Grenoble Foot 38）は、フランス・オーヴェルニュ＝ローヌ＝アルプ地域圏・グルノーブルを本拠地とするサッカークラブ。2018-19シーズンからはリーグ・ドゥに所属している。

## 歴史
1892年、FCグルノーブルとして創設。1997年に、ノルカップ・オランピックと合併、現在のチーム名になった。数字の「38」はグルノーブルのあるイゼール県の県番号。それ以前は何度もクラブ名を変更しており、フランス代表で1998 FIFAワールドカップとUEFA EURO 2000を制したユーリ・ジョルカエフが在籍していた時期はFCグルノーブルという名前で活動していた。1997年8月9日にグルノーブル・フット38として最初の公式戦が行われると、その4年後には2部リーグ昇格を果たして7シーズン過ごした。
2002年7月26日、トノン＝レ＝バンでルイ・ファン・ハール監督率いるFCバルセロナと親善試合を行った。バルセロナはブラジル代表で世界チャンピオンに輝いたリバウドをはじめ、カルレス・プジョル、シャビ・エルナンデス、ルイス・エンリケなどを欠いたものの、ロベルト・エンケ、フランク・デ・ブール、フィリップ・コクー、ガイスカ・メンディエタ、フアン・ロマン・リケルメ、ハビエル・サビオラ、パトリック・クライファートら名だたるメンバーをスタメン起用してきた。この試合の多くの時間は0-0で過ごしたが、試合終了間際にDFのシリル・クルティンが得点を挙げて1-0で勝利した。親善試合であり当時のバルセロナは成績が低迷していたとはいえ、直近までアマチュアリーグで活動していたクラブがスペイン1部リーグを代表するクラブを破ったことで街は歓喜に沸いた。
2004年に、日本のインデックス社が買収。2008年2月に新スタジアム、スタッド・デ・アルプが完成し、2008-09シーズンから使用されている。
2007-08シーズン、リーグ・ドゥで3位となり、1962-63シーズン以来となるリーグ・アン昇格を果たした。
2008-09シーズンはクープ・ドゥ・フランスでベスト4になった。リーグ戦ではチーム最多得点がナシム・アクルールの6得点、クラブの総得点数もリーグ最小の24得点と得点力の欠如に苦しんだが、失点をリーグ7位の37失点に抑えたことで、13位での残留を決めた。
2009-10シーズンはオリンピック・マルセイユとの開幕戦から連敗を続け、フランスリーグ史上初となる開幕11連敗を喫した。欧州5大リーグに範囲を広げても、1930-1931年シーズンにマンチェスター・ユナイテッドFCが記録した開幕12連敗に次ぐワースト2位の記録となった。この11連敗が要因となり、残り6試合を残してリーグ・ドゥ降格が決まった。
2010-11シーズンは2部となり、同時に経営改善のために、祖母井秀隆から猪野仁志にDGDが交代。財政面での改善をしている。しかし不振は続き同シーズンも残り2試合を残して、成績面においての全国選手権（3部リーグ）降格となる18位以下となることが確定、さらに経営問題から、更に2つ下の5部リーグに当たるフランス全国選手権3へと、3階級降格が決まった。また2部に残留すれば、翌シーズンからは経常利益がでるところまで改善していただけに、地元では非常に悔やまれている。フランスアマチュア選手権への降格によってプロ契約選手を保有できなくなり、プロ契約選手は移籍金なしでの移籍となる。
2004年にすでに財政難だったクラブが、インデックスの参入により、リーグ1部昇格したことで、地元ではインデックスの功績は大きいともいわれる。一方、2009-10シーズン以前の経営陣の諸契約に関する問題が数多くあったといわれている。市長などの地元の名士は「Ino氏が初めからクラブに来ていればこのような事態にならなかった」と地元の新聞などでコメントしている。
2011年夏からクラブの元キャプテンで当時Bチームの監督を務めていたオリヴィエ・サラガリアがトップチームの監督に就任すると、最初のシーズンはリーグ戦1位でCFAに直接昇格をし幸先の良いスタートを切ったが3部リーグでは停滞し、昇格への貴重な切符を手にできるのは1位だけだったにもかかわらず、その後は2位や3位止まりでシーズンを終えた。けれども、2015年にStéphane Rosnobletが会長に就任すると、就任からわずか2年で昇格を果たし、2017-18シーズンもプレーオフの末に昇格を決めて2部リーグ復帰を果たした。
2部昇格に伴いフィリップ・ヒンシュベルガーを新たな監督に据えると2020-21シーズンに4位で昇格プレーオフ出場資格を得たが、トゥールーズFCに敗れてリーグ・アン昇格は叶わずヒンシュベルガーとのサイクルにも区切りをつけた。後任にはスイス人のマウリツィオ・ヤコバッチが就任するもチームは低迷。2021年末にヴァンサン・オニョンに監督を切り替えた。オニョンの指揮の下、不振だったチームは15位で2部残留を決めて、翌シーズン（2022-23シーズン）はリーグ戦10位とカップ戦ベスト8進出とまずまずの結果を残した。
2023-24シーズンは序盤から好調で、リーグ戦半分を折り返した時点では3位だった。しかし、シーズン後半は急激に失速。3月にオニョンを解任して監督をローラン・ペイルラードにして再起を図るも調子は戻らず、最終的に11位でシーズンを終えてペイルラードとの契約も更新しなかった。ペイルラードが去り、2024-25シーズンからはオズワルド・タンチョットが監督に就くことになった。

## チーム名変遷
- 1892-1977 Football Club de Grenoble（フットボール・クルブ・ドゥ・グルノーブル）
- 1977-1984 Football Club Association Sportive de Grenoble
- 1990-1992 Football Club de Grenoble Isere（フットボール・クルブ・ドゥ・グルノーブル・イゼール）
- 1992-1993 Football Club de Grenoble Jojo Isere（フットボール・クルブ・ドゥ・グルノーブル・ジョジョ・イゼール）
- 1993-1997 Olympique Grenoble Isere（オランピック・グルノーブル・イゼール）
- 1997- Grenoble Foot 38（グルノーブル・フット38）

## タイトル

### 国内大会
- リーグ・ドゥ （ディヴィジョン・ドゥ）：2回
  - 1959-60, 1961-62
- フランス全国選手権 :1回
  - 2000-01
- フランス全国選手権2 :1回
  - 1998-99

### 国際大会
なし

## 過去の成績
| シーズン  | リーグ戦                     | リーグ戦 | リーグ戦 | リーグ戦 | リーグ戦 | リーグ戦 | リーグ戦 | リーグ戦 | リーグ戦 | カップ戦     | リーグ杯  |
| シーズン  | ディビジョン                 | 試       | 勝       | 分       | 敗       | 得       | 失       | 点       | 順位     | カップ戦     | リーグ杯  |
| --------- | ---------------------------- | -------- | -------- | -------- | -------- | -------- | -------- | -------- | -------- | ------------ | --------- |
| 1977-78   | ディビジョン3 南             | 30       | 14       | 5        | 11       | 39       | 39       | 33       | 5位      | —            | —         |
| 1978-79   | ディビジョン3 南             | 30       | 13       | 8        | 9        | 49       | 36       | 34       | 6位      | —            | —         |
| 1979-80   | ディビジョン3 南             | 30       | 13       | 11       | 6        | 47       | 30       | 37       | 3位      | —            | —         |
| 1980-81   | ディビジョン・ドゥ グループA | 34       | 11       | 6        | 17       | 33       | 52       | 28       | 12位     | —            | —         |
| 1981-82   | ディビジョン・ドゥ グループA | 34       | 7        | 18       | 9        | 31       | 29       | 32       | 12位     | ベスト64     | —         |
| 1982-83   | ディビジョン・ドゥ グループB | 34       | 11       | 12       | 11       | 42       | 46       | 34       | 9位      | ベスト64     | —         |
| 1983-84   | ディビジョン・ドゥ グループA | 36       | 14       | 9        | 13       | 45       | 52       | 37       | 7位      | —            | —         |
| 1984-85   | ディビジョン・ドゥ グループB | 34       | 14       | 4        | 16       | 35       | 52       | 32       | 11位     | —            | —         |
| 1985-86   | ディビジョン・ドゥ グループA | 34       | 5        | 10       | 19       | 33       | 64       | 20       | 18位     | —            | —         |
| 1986-87   | ディビジョン3 南             | 30       | 13       | 10       | 7        | 42       | 24       | 36       | 2位      | —            | —         |
| 1987-88   | ディビジョン・ドゥ グループA | 34       | 11       | 10       | 13       | 48       | 61       | 32       | 9位      | —            | —         |
| 1988-89   | ディビジョン・ドゥ グループB | 34       | 11       | 9        | 14       | 33       | 39       | 42       | 11位     | ベスト32     | —         |
| 1989-90   | ディビジョン・ドゥ グループA | 34       | 8        | 12       | 14       | 35       | 46       | 28       | 16位     | —            | —         |
| 1990-91   | ディビジョン3 南             | 30       | 17       | 6        | 7        | 59       | 31       | 40       | 2位      | —            | —         |
| 1991-92   | ディビジョン・ドゥ グループB | 34       | 8        | 9        | 17       | 25       | 46       | 25       | 17位     | —            | —         |
| 1992-93   | ディビジョン3 南             | 30       | 12       | 12       | 6        | 25       | 13       | 36       | 4位      | —            | —         |
| 1993-94   | ナシオナル2 グループB        | 34       | 11       | 11       | 12       | 42       | 45       | 33       | 13位     | —            | —         |
| 1994-95   | ナシオナル2 グループB        | 34       | 13       | 13       | 8        | 40       | 32       | 39       | 4位      | —            | —         |
| 1995-96   | ナシオナル1 グループB        | 34       | 14       | 12       | 8        | 51       | 43       | 54       | 5位      | —            | —         |
| 1996-97   | ナシオナル1 グループB        | 34       | 6        | 8        | 20       | 32       | 68       | 26       | 18位     | —            | —         |
| 1997-98   | CFA グループB                | 34       | 15       | 11       | 8        | 55       | 44       | 56       | 3位      | —            | —         |
| 1998-99   | CFA グループB                | 34       | 18       | 9        | 7        | 53       | 34       | 97       | 1位      | ベスト32     | —         |
| 1999-2000 | ナシオナル                   | 38       | 17       | 10       | 11       | 60       | 51       | 61       | 4位      | ベスト64     | —         |
| 2000-01   | ナシオナル                   | 38       | 22       | 10       | 6        | 57       | 31       | 76       | 1位      | 準々決勝敗退 | —         |
| 2001-02   | ディヴィジョン・ドゥ         | 38       | 10       | 12       | 16       | 38       | 55       | 42       | 16位     | ベスト64     | 2回戦敗退 |
| 2002-03   | リーグ・ドゥ                 | 38       | 11       | 14       | 13       | 39       | 29       | 47       | 12位     | ベスト32     | 3回戦敗退 |
| 2003-04   | リーグ・ドゥ                 | 38       | 9        | 16       | 13       | 38       | 43       | 43       | 15位     | ベスト64     | 2回戦敗退 |
| 2004-05   | リーグ・ドゥ                 | 38       | 12       | 12       | 14       | 45       | 50       | 48       | 11位     | 準々決勝敗退 | 2回戦敗退 |
| 2005-06   | リーグ・ドゥ                 | 38       | 12       | 12       | 14       | 42       | 45       | 48       | 10位     | ベスト64     | 3回戦敗退 |
| 2006-07   | リーグ・ドゥ                 | 38       | 15       | 14       | 9        | 51       | 39       | 59       | 5位      | ベスト64     | 2回戦敗退 |
| 2007-08   | リーグ・ドゥ                 | 38       | 17       | 12       | 9        | 44       | 30       | 63       | 3位      | 8回戦敗退    | 2回戦敗退 |
| 2008-09   | リーグ・アン                 | 38       | 10       | 14       | 14       | 24       | 37       | 44       | 13位     | 準決勝敗退   | 3回戦敗退 |
| 2009-10   | リーグ・アン                 | 38       | 5        | 8        | 25       | 31       | 61       | 23       | 20位     | ベスト32     | 3回戦敗退 |
| 2010-11   | リーグ・ドゥ                 | 38       | 7        | 12       | 19       | 36       | 60       | 33       | 20位     | 8回戦敗退    | 1回戦敗退 |
| 2011-12   | CFA2 グループE               | 30       | 18       | 8        | 4        | 49       | 15       | 92       | 1位      | 8回戦敗退    | —         |
| 2012-13   | CFA グループB                | 34       | 17       | 11       | 6        | 63       | 30       | 92       | 3位      | 7回戦敗退    | —         |
| 2013-14   | CFA グループC                | 28       | 12       | 10       | 6        | 41       | 26       | 74       | 3位      | 8回戦敗退    | —         |
| 2014-15   | CFA グループC                | 30       | 17       | 8        | 5        | 43       | 19       | 89       | 2位      | ベスト32     | —         |
| 2015-16   | CFA グループB                | 30       | 17       | 8        | 5        | 40       | 19       | 89       | 2位      | 8回戦敗退    | —         |
| 2016-17   | CFA グループC                | 28       | 20       | 6        | 2        | 47       | 15       | 66       | 1位      | ベスト64     | —         |
| 2017-18   | フランス全国選手権           | 32       | 13       | 12       | 7        | 33       | 23       | 51       | 3位      | ベスト16     | —         |
| 2018-19   | リーグ・ドゥ                 | 38       | 13       | 11       | 14       | 43       | 47       | 50       | 9位      | ベスト64     | 1回戦敗退 |
| 2019-20   | リーグ・ドゥ                 | 28       | 7        | 14       | 7        | 27       | 29       | 35       | 9位      | 7回戦敗退    | 2回戦敗退 |
| 2020-21   | リーグ・ドゥ                 | 38       | 18       | 11       | 9        | 51       | 35       | 65       | 4位      | ベスト64     | 大会廃止  |
| 2021-22   | リーグ・ドゥ                 | 38       | 12       | 8        | 18       | 32       | 44       | 44       | 15位     | 8回戦敗退    | 大会廃止  |
| 2022-23   | リーグ・ドゥ                 | 38       | 14       | 9        | 15       | 33       | 36       | 51       | 10位     | 準々決勝敗退 | 大会廃止  |
| 2023-24   | リーグ・ドゥ                 | 38       | 13       | 12       | 13       | 43       | 44       | 51       | 11位     | 8回戦敗退    | 大会廃止  |
| 2024-25   | リーグ・ドゥ                 | 38       |          |          |          |          |          |          | 位       |              | 大会廃止  |

## 現所属メンバー
2022年9月3日 現在
注：選手の国籍表記はFIFAの定めた代表資格ルールに基づく。
| No. | Pos. |                  | 選手名                     |
| --- | ---- | ---------------- | -------------------------- |
| 1   | GK   | フランス         | ブリス・モブル ()          |
| 2   | FW   | ガンビア         | アブドゥリー・サニャン     |
| 3   | DF   | オランダ         | バルト・ストラールマン     |
| 4   | MF   | フランス         | マニュエル・ペレス         |
| 5   | DF   | フランス         | アドリアン・モンフレイ     |
| 6   | MF   | フランス         | フランク＝イヴ・バンボック |
| 7   | MF   | ジョージア (国)  | ギオルギ・コフレイーゼ     |
| 10  | MF   | フランス         | フロリアン・ミシェル       |
| 11  | FW   | フランス         | アミーヌ・スバイ           |
| 12  | DF   | フランス         | ジョルディ・ガスパール     |
| 14  | DF   | グアドループ     | ロイク・ネストル           |
| 15  | MF   | ニューカレドニア | ジェコブ・ジェノ           |
| 16  | GK   | フランス         | ポール・ブルデル           |
| 17  | DF   | フランス         | ロリス・ネリ               |
| 18  | MF   | ブルキナファソ   | バシル・ヤメオゴ           |

| No. | Pos. |                | 選手名                   |
| --- | ---- | -------------- | ------------------------ |
| 19  | FW   | グアドループ   | マティアス・フェトン     |
| 20  | DF   | オーストラリア | アレックス・ガーズバック |
| 21  | DF   | フランス       | アラン・チャプチェ       |
| 23  | MF   | フランス       | アクセル・エンガンド     |
| 25  | MF   | コソボ         | オルゲス・ブニャク       |
| 27  | FW   | セネガル       | オリヴィエ・ボワシ       |
| 28  | FW   | セネガル       | パプ・メイサ・バ         |
| 29  | DF   | フランス       | ガエタン・パキス         |
| 30  | GK   | フランス       | エステバン・サル         |
| 66  | DF   | セネガル       | ママドゥ・ディアッロ     |
| 70  | MF   | ガンビア       | セク・トゥレ             |
| 80  | FW   | フランス       | ジョリス・コレア         |
| 97  | FW   | フランス       | ジョルダン・テル         |
| -   | GK   | セネガル       | ママドゥ・ディオプ       |

監督
- ヴァンサン・オニョン

## 歴代監督
- ジュール・デバケス 1942-1946
- アルベール・バトー 1963-1967
- ジャン・ジョルカエフ 1981-1983
- イヴォン・プリケン（英語版） 2006-2007
- メフメド・バジダレヴィッチ 2007-2010
- イヴォン・プリケン（英語版） 2010-2011
- オリヴィエ・サラガリア（フランス語版） 2011-2015
- ジャン＝ルイ・ガルシア（英語版） 2015-2016
- オリヴィエ・ゲガン（英語版） 2016-2018
- フィリップ・ヒンシュベルガー 2018-2021
- マウリツィオ・ヤコバッチ（英語版） 2021
- ヴァンサン・オニョン（英語版） 2021-2024
- ローラン・ペイルラード（英語版） 2024
- オズワルド・タンチョット（英語版） 2024-

## 歴代所属選手

### DF
- ルベン・アギラール 2005-2011, 2013-2014
- ワリド・レグラギ 2007-2009
- サンディ・パイヨ 2008-2011
- ダヴィド・ジェマリ 2008-2010
- ボシュティアン・ツェサル 2009-2010

### MF
- グスタボ・ポジェ 1988-1989
- シャイール・ベルガズワニ 2004-2007
- ソフィアン・フェグリ 2004-2010
- 梅崎司 2007
- アレクシス・ロマオ 2007-2010
- 松井大輔 2009-2011

### FW
- ユーリ・ジョルカエフ 1984-1989
- オリヴィエ・ジルー 1999-2007
- ナシム・アクルール 2005-2010, 2013-2016
- 大黒将志 2006
- 伊藤翔 2007-2010
- フロリアン・トヴァン 2008-2011
- ダニエル・リュボヤ 2009-2010